# Kupol Korolëva
Kupol Korolëva är en bergstopp i Antarktis. Den ligger i Östantarktis. Norge gör anspråk på området. Toppen på Kupol Korolëva är 59 meter över havet.
Terrängen runt Kupol Korolëva är mycket platt. Trakten är obefolkad. Det finns inga samhällen i närheten.